# 乔治·约瑟夫 (外交官)
乔治·约瑟夫（1950年10月15日—2017年6月1日），印度外交官，曾任印度駐巴林大使、印度駐卡塔爾大使、印度駐加拿大溫哥華總領事、印度駐阿聯酋迪拜總領事、印度駐土庫曼斯坦大使等職務。

## 生平
乔治·约瑟夫生於1950年10月15日，母語是馬拉雅拉姆語。
完成了俄罗斯文学硕士学位和国际关系博士学位后，约瑟夫于1976年加入印度外事服务。在完成外事服务的培训后，他于1977年10月至1980年3月在印度驻香港总领事馆担任三等秘书，随后于1980年5月至1983年1月在印度驻中国大使馆担任二等秘书。1983年1月至1984年2月，回到新德里外交部担任處長。1984年4月至1987年5月，在印度驻津巴布韦大使馆擔任一等祕書。1987年7月至1990年7月，在印度驻纽约总领事馆担任参赞，之后于1990年8月至1993年7月在印度驻俄罗斯大使馆担任参赞。1993年8月至1995年7月，在新德里外交部擔任副司長。1995年8月至1997年7月，在印度驻沙特阿拉伯大使馆担任参赞和公使，负责经济和商业关系。在此期間，他曾于1996年6月至9月短暂担任印度驻吉达总领事馆的代理总领事。
1997年7月至2001年11月，任印度驻土库曼斯坦大使。2001年11月至2003年8月，任印度驻阿联酋迪拜总领事，并于2003年9月至2005年8月担任印度驻加拿大温哥华总领事。2005年10月至2009年1月，任印度駐卡塔爾大使。2009年1月至2010年10月，任印度駐巴林大使。
2017年6月1日，在喀拉拉邦一家醫院病逝。

## 個人生活
與妻子拉妮·乔治（Rani George）育有一女。